# Erodium ciconium

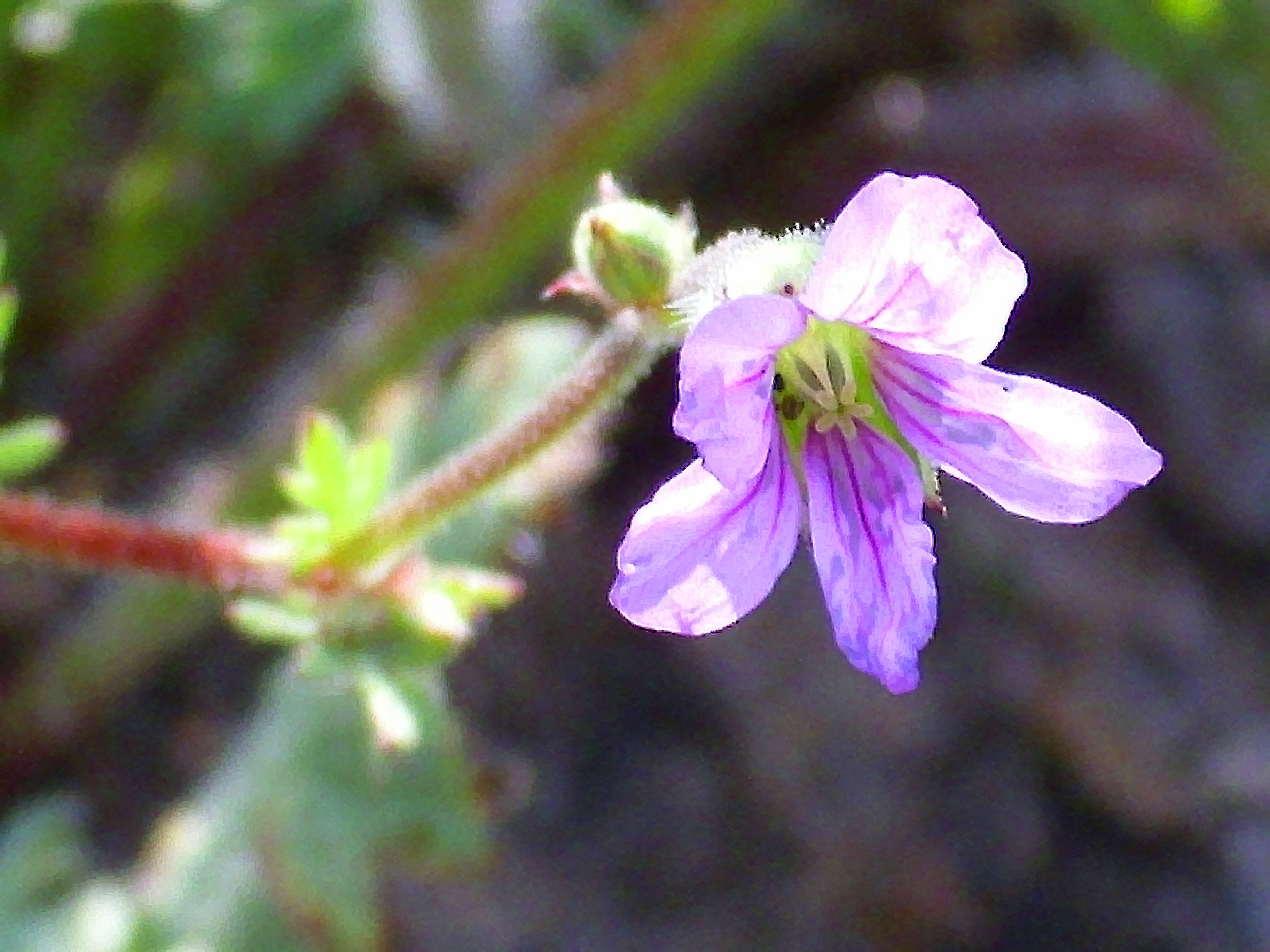
Fleur.

Érodium bec de Cigogne
Espèce
L'Érodium bec de Cigogne (Erodium ciconium) est une espèce de plante herbacée annuelle de la famille des Geraniaceae.